# Puhačka glazbala
Puhačka glazbala su glazbala koja proizvode zvuk pomoću vibracije zraka. Stupanj vibracije određuje se prema duljini cijevi, ručnim izmjenama i efektivnoj duljini vibracijskog stupa zraka.

## Povijest
Poznata od pradavnih vremena. U starom Egiptu bila je poznata frula halil. Najstarija vrsta glazbala u Izraelu je ugab. U starožidovskom bogoslužju iznimno je bio važan rog šofar.

## Metode za dobivanje različitih nota
- Promjenom duljine i vibracijskog stupa zraka, promjenom efektivne dužine cijevi kroz otvaranje ili zatvaranje rupa koje se nalaze na cijevi. Rupe se pokrivaju prstima ili pritiskom na tipku koja zatvara rupu. Ta se metoda koristi kod gotovo svih drvenih puhačkih glazbala.
- Promjenom duljine i vibracijskog stupa zraka, promjenom dužine cijevi, promjenom ventila koji usmjeruju zrak kroz dodatne cijevi i povećavajući tako ukupnu dužinu cijevi. Ova se metoda koristi kod gotovo svih limenih puhačkih glazbala.
- Promjenom duljine i vibracijskog stupa zraka produživanjem ili skraćivanjem cijevi pomoću kliznoga mehanizma. Ovu metodu koristi trombon (s povlačkom).
- Upućivanje zraka u različite harmonijske serije bez promjene duljine stupca zraka.

Sva puhačka glazbala koriste ove načine kako bi proširila svoj melodijski raspon.

## Vrste puhačkih glazbala
Puhačka glazbala spadaju u jednu od sljedećih kategorija:
- Drvena puhačka glazbala
- Limena puhačka glazbala

Iako su prvobitno limena glazbala bila izrađena od metala, a drvena tradicionalno od drveta, materijal koji je ugrađen u tijelo pojedinoga glazbala nije uvijek pouzdan pokazatelj njegova obiteljskog tipa. Točniji način da se utvrdi pripada li glazbalo obitelji drvenog ili limenog tipa je poslušati kakav zvuk proizvodi glazbenik. Limeni puhači ton proizvode vibriranjem zraka unutar glazbala. Način sviranja drvenih puhača je:
- vibriranje uzrokuje trska, koja agitira stupac zraka (kao kod klarineta, oboe ili duduka)
- puhanje suprotno od ruba ili fipplea (kao kod blokflaute)
- puhanje preko ruba otvorenih rupa (kao kod flaute)

Na primjer, saksofon je obično izrađen od metala (ili pola metal, pola drvo), ali je klasificiran kao drveno puhačko glazbalo s obzirom na njegov način vibracije stupa zraka (pomoću trske). S druge strane drveni korneti (ne korneti od metala), ili drveni serpenti (a u novije vrijeme prave se i od plastike), ne spadaju u obitelj limenih glazbala jer glazbenik vibraciju proizvodi usnama.

## Vanjske poveznice
- Britannica.com - Puhačka glazbala na mrežnoj enciklopediji 'Britannica'